# Sørhortane
Sørhortane är en kulle i Antarktis. Den ligger i Östantarktis. Norge gör anspråk på området. Toppen på Sørhortane är 2 801 meter över havet.
Terrängen runt Sørhortane är huvudsakligen kuperad, men åt sydväst är den platt. Trakten är obefolkad. Det finns inga samhällen i närheten.